# CJ Ge 2/2
Die CJ Ge 2/2 4–5 sind zweiachsige elektrische Lokomotiven der Chemins de fer du Jura (CJ) und ihrer Vorgängerbahnen. Seit 1966 wird das verbliebene Fahrzeug als Traktor Te 2/2 4 bezeichnet, später erhielt es die Betriebsnummer 504. 

## Beschaffung

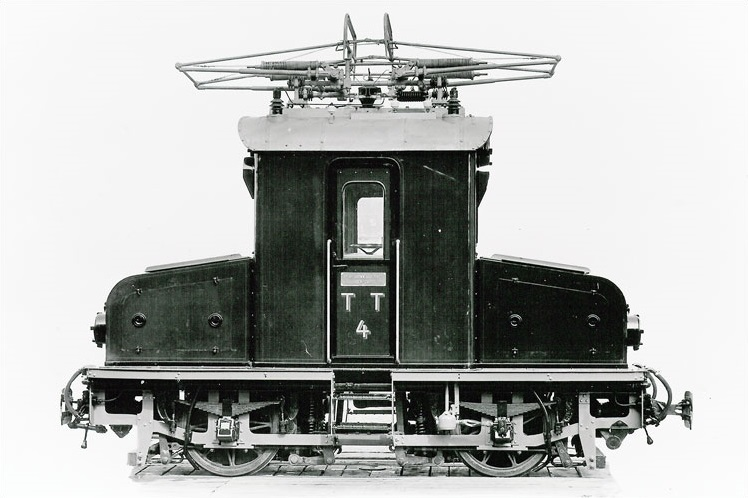
Werkaufnahme der Ge 2/2 4

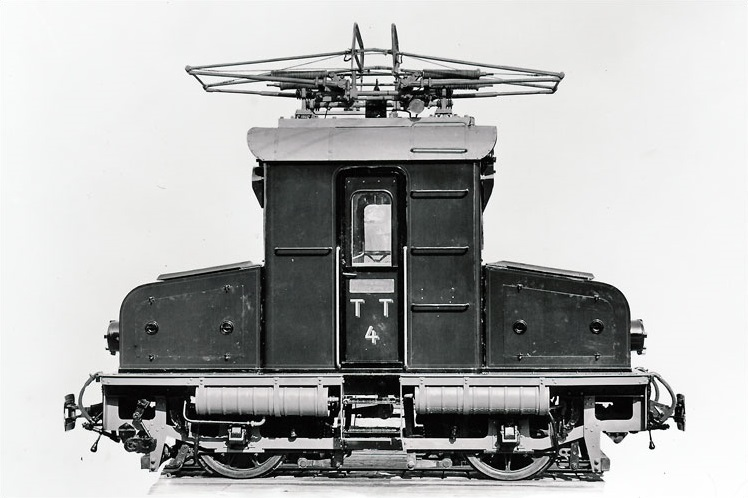
Gegenseite der Lok Nr. 4 mit den beiden Vakuumbehältern

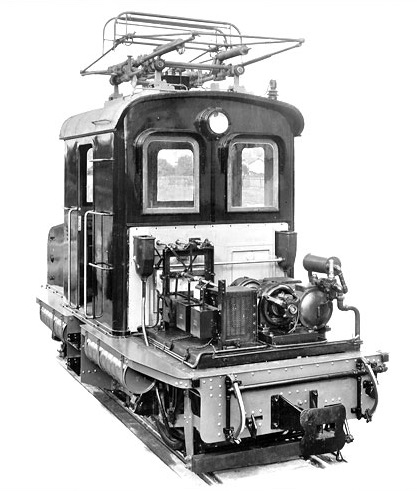
Ge 2/2 4 mit geöffnetem Vorbau

Im Hinblick auf die Eröffnung der von Beginn an elektrisch betriebenen Tramelan-Les Breuleux-Le Noirmont-Bahn (TBN) im Jahre 1913 sowie der gleichzeitigen Elektrifikation der in Tavannes anschliessenden Tramelan-Tavannes-Bahn (TT) bestellten die beiden Eisenbahngesellschaften gemeinsam elektrische Triebfahrzeuge. Im Gegensatz zu den Triebwagen, deren mechanischer Teil von der Schweizerischen Wagons- und Aufzügefabrik Schlieren (SWS) stammte, wurden die Lokomotiven vollständig von Brown, Boveri & Cie. (BBC) gebaut. 
Es wurden die vier elektrischen Triebwagen BCe 2/4 60 und 61 sowie 70 und 71 für den Personenverkehr und die beiden elektrischen Lokomotiven Ge 2/2 4 und 5 für den Güterverkehr und den Vorspanndienst der bis zu 50 Promille ansteigenden Bahnstrecke beschafft. Die Fahrzeuge Nr. 60, 61 und 4 kamen zur TT, Nr. 70, 71 und 5 zur TBN. Beide Fahrzeugtypen besitzen dieselbe elektrische Ausrüstung von BBC. Sie unterscheidet sich nur dadurch, dass die Lokomotiven einen Kontroller in der Wagenkastenmitte, die Triebwagen zwei Kontroller am jeweiligen Ende des Wagenkastens haben.

## Technische Beschreibung
Vom Stromabnehmer mit Seilzug gelangte der Strom zu einem Dachautomat, der bei Überstrom automatisch auslöste. Der Anfahr- und Bremswiderstand sind im Vorbau auf der Seite Le Noirmont untergebracht. Die beiden Fahrmotoren mit Tatzlager-Antrieb werden entweder in Serie oder parallel geschaltet. Um das Dienstgewicht zu erreichen, sind in den beiden Vorbauten zehn Zentimeter dicke Ballastplatten eingebaut, auf denen die Apparate stehen.
Die Lokomotiven besassen ursprünglich eine Vakuumbremse, die 1957 durch eine Druckluftbremse ersetzt wurde. Die zugehörige Pumpe befindet sich im Vorbau Seite Tavannes. 1957 wurde ein neuer Hauptschalter, eine Sicherheitssteuerung und ein Geschwindigkeitsmesser eingebaut. 1966 wurden die Mittelpufferkupplungen durch halbautomatische +GF+-Kupplungen ersetzt. Gleichzeitig wurde die Belüftung des Anfahr- und des Bremswiderstands verbessert, was durch die Erhöhung der Fahrdrahtspannung von 1200 Volt auf 1500 Volt im Jahr 1953 notwendig wurde.
Bei der Ablieferung trugen die Fahrzeuge einen grünen Anstrich. 1951 wurde die Ge 2/2 Nr. 4 rot lackiert.

## Betriebseinsatz

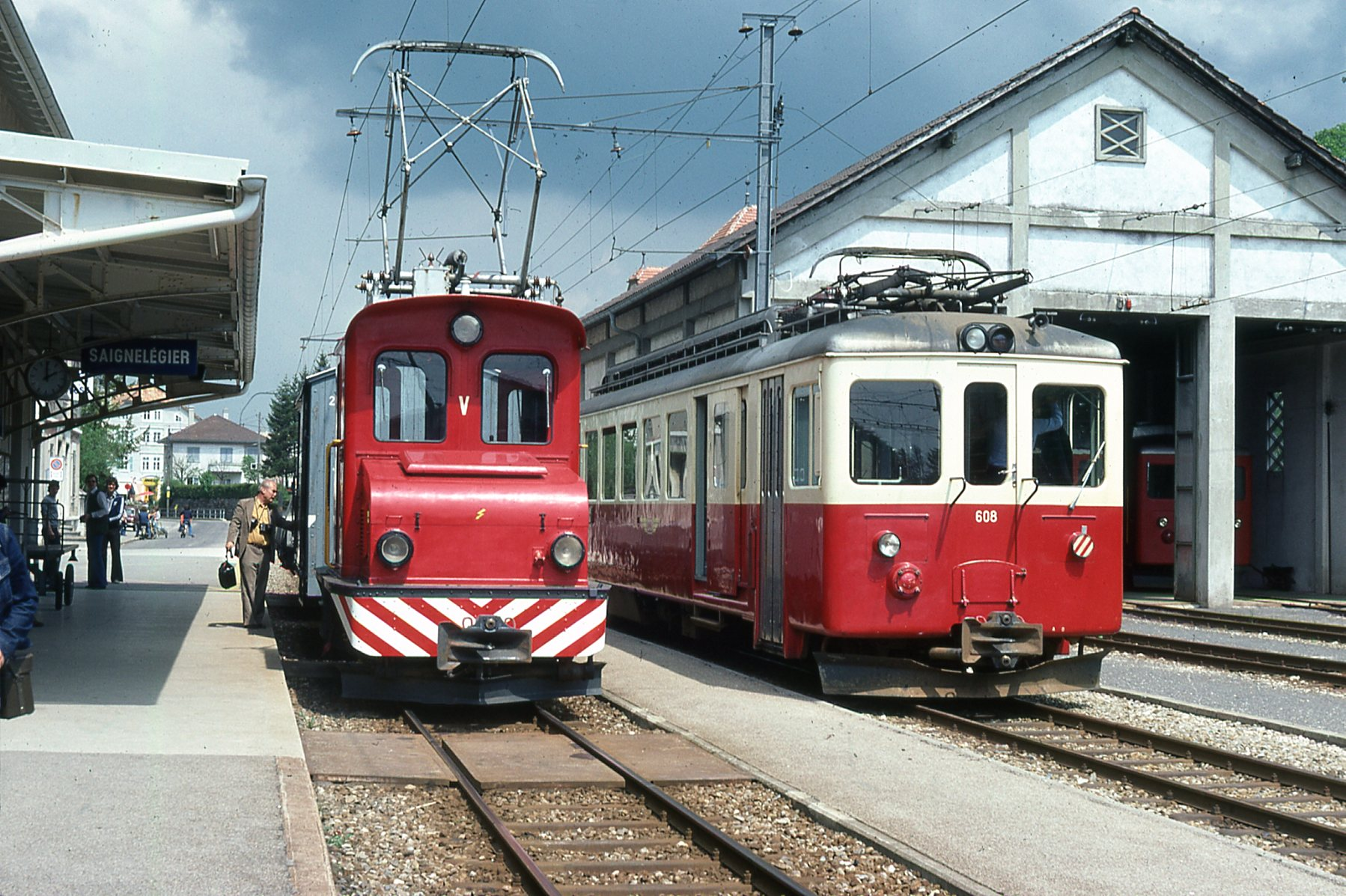
Mit der Neubeschaffung von Rollmaterial (Triebwagen rechts im Bild) 1952/53 durch die CJ wurde die Ge 2/2 (links) für Dienstzüge verwendet.

Mit diesen kleinen Lokomotiven mit einer Dienstmasse von ursprünglich 16 Tonnen konnten auf 50 Promille Steigung keine schweren Güterzüge befördert werden. Oft wurden die Ge 2/2 einem Triebwagen vorgespannt, um geschemelte Normalspurwagen zu ziehen. Im Verlaufe des Betriebseinsatzes blieben die zwei Lokomotiven im Wesentlichen unverändert. 
Durch die Fusion 1927 von TT und TBN kamen die Lokomotiven zur Chemin de fer Tavannes–Noirmont (CTN). Auch 1944 bei der Fusion zu den Chemins de fer du Jura (CJ) behielten die Fahrzeuge ihre Betriebsnummern. Während die Ge 2/2 5 am 27. Oktober 1953 bei einer Frontalkollision in Orange verunfallte und 1954 abgebrochen wurde, ist die Ge 2/2 4 erhalten geblieben und wurde bei den CJ für Dienstzüge verwendet.
Im Oktober 1979 kam es zu einem Kontrollerbrand. Das Fahrzeug stand fast zwei Jahre in der Werkstätte und wurde bei dieser Reparatur in Te 2/2 504 umbezeichnet.
Nachdem die Maschine mehrere Jahre in Tavannes defekt abgestellt gewesen war, wurde sie im Zusammenhang mit den Jubiläumsfeierlichkeiten zum hundertjährigen elektrischen Betrieb auf der Bahnstrecke Tavannes–Tramelan–Le Noirmont der CJ instand gesetzt. Sie wurde mit einem grünen Anstrich und der ursprünglichen Bezeichnung versehen.